# Marcallo con Casone
Marcallo con Casone (AFI: /marˈkallo kon kaˈzone/; Marcall cunt al Cason in dialetto milanese, AFI: [marˈkal kũt al kaˈzũː]) è un comune italiano di 6 382 abitanti, si estende nella parte occidentale della città metropolitana di Milano in Lombardia, nell'alta pianura irrigua del Canale Villoresi ed in pieno parco del Gelso confinante da una parte col Parco naturale lombardo della Valle del Ticino e dall'altra con il Parco del Roccolo.

## Storia
Il comune di Marcallo con Casone venne costituito nel 1870 dalla fusione dei comuni di Marcallo e Casone.
Territorialmente l'abitato di Casone con le località di Barco, Cascina Nuova, Cascina Menedrago ed Asmonte formava il comune di Menedrago, esistito dal XVI secolo. Fu con la legge 23 ottobre 1859, in seguito all'unione temporanea delle province lombarde al regno di Sardegna che il comune di Menedrago cambiò nome e divenne comune di Casone. (Siusa)
Gli abitati di Marcallo e di Casone, ad ogni modo, hanno origini molto più antiche, che risalgono al periodo celtico: il ritrovamento di spade ed else appartenuti agli Insubri, popolazione celtica che viveva in queste zone, fa risalire al V sec a.C. il fiorire dei primi insediamenti umani stabili nella zona. Dalle suppellettili, rinvenute nelle tombe intorno a questo territorio, possiamo dedurre che i Celti insubri nel I sec. d.C. erano passati dal tempo delle guerre alla coltivazione della vite e all'allevamento dei maiali nei boschi del Ticino.
Durante i lavori della variante A4 (Milano-Torino), nel territorio comunale di Bernate Ticino, a poche centinaia di metri dai confini comunali di Marcallo, in due momenti diversi, sono venute alla luce una cinquantina di tombe facenti parte di una vasta necropoli che deve avere svolto un ruolo di area funeraria-cultuale per un tempo piuttosto lungo: dall'epoca celtica a quella tardo romana (dal III sec. a.C. al IV sec. d.C).
Marcallo oppidum celtico connesso all'allevamento dei cavalli, al loro svezzamento ed al loro addestramento; secondo Franco Marzatico fu probabile sede di fiere e/o mercati stagionali di cavalli e di manifestazioni o gare a questi connesse.
Nel vivere gli eventi del territorio, dopo i Celti si ha la dominazione romana (222 a.C.) documentata da ritrovamenti archeologici nel territorio di Santo Stefano sulla via per Marcallo “strata novarensis” (SP224 Vittuone-Marcallo-Boffalora) località Cascina Ranteghetta e Robarello dove, agli inizi del '900, furono riportati alla luce fittili, tegoloni e varie monete romane, parte dei quali conservati nel museo Pisani Dossi di Corbetta. Reperti significativi, solitamente legati a vie di traffico protostorici, sul cui tracciato troviamo a Marcallo la località denominata “Pilastrello”: parola non latina, che Palestra ritiene sinonimo di pietre miliari romane. (Palestra 7-42; Ferrari 181). Giunti al cimitero e deviando per Bernate, a poca distanza dai confini comunali, troviamo l'ara dedicata a Mercurio da Caius Cassius, rinvenuta nella Cascina Sant'Eusebio di Mesero; discendendo la valle del Ticino, incontriamo l'area romana del Castrum Brinati del IV sec. d.C., avamposto militare romano col compito di presidiare i confini naturali del Ticino che si attraversava con un ponte mobile che collegava la riva lombarda con l'antica curtis di Romentino (Trecate) ove una strada “moneta”, o strada Regia, conduceva a Pernate e a Novara.. Diversi sono anche i reperti d'epoca romana rinvenuti lungo tutta la "strata mercatorum" che costeggiando la riva sinistra del Ticino, da Pavia a Golasecca a da qui alla Gallia, che si incrocia con la Mediolanum-Novaria proprio in questi luoghi.
Dopo il periodo della Milano imperiale 286-402, l'Italia divenne una provincia dell'Impero bizantino con capitale a Ravenna; gli ultimi imperatori romani ed i rè ostrogoti tentarono ripetutamente di ricostruire l'unità dell'impero romano ma furono sopraffatti dai Longobardi che nel 568 iniziarono la conquista del nord Italia.
Eraclio I imperatore bizantino, nel 637 nominò Arcomio, ovvero Childeberto dei Pusterla, signore feudatario di Castell'Arconate) e da allora quel ramo della famiglia Pusterla fu denominato “Arconate”. La Lombardia divenne il centro del Regno Longobardo e la capitale fu posta a Pavia; nel 757 Desiderio, re dei Longobardi, riconferma ad Annibaldo Arconate, marito di Costanza e sorella dello stesso Desiderio, il feudo di Castell'Arconate.
Marcallo e Castell'Arconate riuniti dai Pusterla-Arconate, consolidarono postazioni strategio-militari per il controllo dei luoghi di attraversamento del Ticino in Burgaria ovvero nei tre centri che alla fine del IX secolo, nelle carte e nei documenti, venivano denominati porti/ponti e che dallo spostamento dell’alveo del fiume Ticino furono: Bastano a Trecate, Bornago nella vallata di Cameri ed in seguito a Turbigo, Venticolonne ad Abbiategrasso prima e poi a Vigevano.
Con la fine della dominazione longobarda e l'avvento dei Franchi, questi ultimi danno un nuovo ordinamento alle terre lungo il Ticino, inizia la storia documentata di Marcallo che, inserita nella Pieve di Corbetta e sede parrocchiale autonoma dal XVI secolo, vide succedersi varie casate feudatarie, i Crivelli, gli Arconati, i Visconti passando poi dal 1756 alla famiglia Vitali.
Menedrago prima, Casone poi, videro vicende simili, anche se con diverse sfumature. Nel 1870 venne istituito il Comune di Marcallo con Casone, dall'unione delle due comunità le cui attività economica principale fu per secoli l'agricoltura e l'allevamento di maiali, dei bovini, affiancata a quella dei bachi da seta fino a giungere alle trasformazioni del XX secolo, che incideranno profondamente nella realtà economica e territoriale.

### Marcallo
Etimologicamente al nome Marcallo si danno due interpretazioni: 1) il nome deriverebbe dal germanico Markt Halle, supponendo in epoca longobarda l'esistenza di un mercato (Olivieri); 2) si ricollega al termine Mark, ossia "limite", "luogo di confine" (Dizionario Gallo-Italico di Ottavio Mazzoni Toselli).
La più antica testimonianza scritta su Marcallo risale a Ludovico II, figlio primogenito di Lotario I ed Ermengarda di Tours, rex Langobardorum dal 844 ed imperatore del Sacro Romano Impero carolingio (Francia Media)  dall'855 all'875, il quale conferma a Rogerio di Arconate i feudi di Marcallo e Castell'Arconate.
Nel 918, l'imperatore Berengario I viene chiamato a derimere una controversia tra l'avvocato del monastero di Sant'Ambrogio in Milano e Adelardo da Verona figlio di Andrado (arcicancelliere di Berengario) su alcuni fondi siti in Marcallo e Rovereto (SP 415). Alla morte di Ariberto d'Intimiano (1045), i monaci di San Dionisio ricorsero all'abate Giovanni per farsi confermare da Enrico III (il Nero) il possesso dei beni che il loro fondatore aveva lasciato, tra cui, possedimenti in Marcallo. Il sovrano li compiacque ed il 22 febbraio 1045 con un decreto firmato ad Augusta e gli concedette il desiderato privilegio.
Federico Barbarossa, con diploma del 1158 conferma al monastero di San Dionigi ed Aurelio i beni già di loro proprietà in Marcallo. Un altro diploma del 9 luglio 1192 di Enrico VI, figlio del Barbarossa, concede i feudi di Arconate e Marcallo e Caleppio (SP 415) al suo camerario (amministratore dei beni), Ambrogio conte di Arconate: in questi feudi esisteva un centro fortificato presso cui risiedeva una consorteria militare.
I Crivelli, signori del luogo, furono favorevoli alla causa dei Torriani sino al 1253 circa, divenendo poi sostenitori dei Visconti; il possesso di terreni concentrato in una zona ben determinata del ducato, la vocazione a incarichi castellani e di servizio alla persona, permisero ai Crivelli di imporre la propria massiccia presenza nell'esecutivo visconteo prima e sforzesco poi. Nel 1262 Danese Crivelli (1210-1264), marito di Agnese Poma e padre di Floriana, badessa di Santa Maria di Cantalupo, predispose le sue ultime volontà a favore di moglie e figli. Sappiamo che parte delle sue proprietà fondiarie poste intorno a Marcallo parte occidentale, furono confiscate dai Della Torre e che nel 1279, dopo la battaglia di Desio e grazie a Ottone Visconti, i beni furono restituiti alla figlia Floriana.
Infatti il 2 giugno 1279 a seguito delle petizioni degli abati dei monasteri di S. Ambrogio e S. Sempliciano per rientrare nel possesso delle terre e dei beni di Danese, del fù Landolfo Crivelli, viene ordinato alle persone che lavorano le terre di Marcallo, Cantalupo e cascine de Pede in Parabiago, di lasciarle libere o di chiederne l'investitura ai monasteri. Dopo vari tentativi infruttuosi, nel 1281, alcuni abitanti di Marcallo e Parabiago vengono multati per non aver permesso a Pietro Vismara, servitore del comune di Milano di sequestrare i beni dei debitori dei monasteri. (collezioni unimi.it Ref: 100- 109.- 112- 168- 170)
L'esistenza di un ordinamento comunale è testimoniato da un documento datato 1º febbraio 1280 trascritto negli atti del "comune di Milano" in cui Marcallo è citato come comune ed è segnalata la presenza del console. Questo modello, però è già in crisi e verrà presto soppiantato dalle nascenti “signorie” dei Visconti e degli Sforza.
Nel "Liber Notitiae Sanctorum Mediolani" di Goffredo da Bussero del 1289 è citata la chiesa parrocchiale di Marcallo "In loco Marchalo ecclesia Sancti Nazzarii", quella di San Gregorio ora di San Marco e quella di San Lorenzo (al cimitero); tutte chiese visualizzabili, nel Catasto Teresiano, dove è pure indicato l'oratorio di Maria Vergine detta Madonna del Pilastrello e poi “Madunina”.
Nel trecento i Visconti avevano varie proprietà a Marcallo nella zona nord a circa 28 km da Milano, confinanti con Mesero (Cascina Malastalla), possedimenti comprendenti orti e case per pertiche 71; altri presso Cascina Menedrago con 32 corpi, una casa ad uso osteria, l'opificio di abitazione dei fittabili, 4 corpi e 113 pertiche di terreno (CdG Pgg 245e 246) che Luchino Visconti Novello donò alla Certosa di Garegnano nel 1388. Altre proprietà fondiari nella zona sud e a occidente, confinanti con Boffalora e Magenta, furono donati alla Certosa di Pavia da Gian GaleazzoVisconti nel 1396 e successivamente confermate da "grida" secentesche dell'imperatore Filippo IV nel 1646 e da suo figlio Carlo II nel 1699.
Nel 1346 Marcallo che è posto sotto la signoria dei Visconti, risulta incluso nella pieve di Corbetta e viene elencato tra le località a cui spetta la manutenzione della “strata da Sancto Petro a l’Olmo” come“el locho da Marcallo” (Compartizione delle fagie- Siusa-)
Un agglomerato di celle monastiche, attribuite ai Certosini Pavesi, le ritroviamo all'inizio di Via Clerici lato sud, dal confine con Piazza Italia fino all'inizio di Via Roma. Nel '400 i Crivelli gestivano il porto di Boffalora sopra Ticino.
La nobildonna Onesta Landriani moglie di Danesio Crivelli con testamento dell'8 dicembre 1479, rogito Sudati, istituì una cappellania per la celebrazione in perpetuo di una messa quotidiana nella chiesa parrocchiale di Marcallo chiamando al patronato della medesima il proprio figlio Balsamo Crivelli, e successivamente il di lui primogenito Beltramo, e tra i figli di detto Beltramo quegli fra di loro che nelle divisioni avrebbe abitato nel palazzo di Marcallo, e così successivamente sino all'infinito. Nel 1494 si erige il Titolo della Cappellania di San Michele presso la chiesa di San Nazzaro e Celso.
Furono poi i Crivelli a subentrare nel'500 agli Arconati come feudatari a Marcallo.
Da un contratto di affitto del 13 marzo 1508 si scopre che i 5 fratelli Crivelli di Marcallo, davano in affitto l'ospizio della Croce Bianca a Boffalora con il diritto di vendere pane bianco, vino e carne cotta e cruda in un'attigua bottega da fornaio, soggetta a particolari imposte.
Nel 1515 un appezzamento di terreno in territorio di Marcallo, a ovest delle Vallogge e oggi nella vallata del Ticino di Bernate, aveva per coerenza da un lato il flumen Navigii mediante strata e dall’altro la strata novarensis..
Un altro lotto, attiguo a quello citato, vede la Cascina Malastalla compresa negli scritti della Certosa di Garegnano come territorio di Marcallo e collegata alle attività lavorative agricole di una grancia certosina. La conferma della sacralità del sito viene dall'affresco di una Madonna, ancora oggi visibile sotto un porticato della cascina.(Il santuario di Corbetta – Pag. 35 M L Gatti)
Nel 1523 Francesco II Sforza riconobbe come interessati al patronato, quindi discendenti diretti da un antenato del XII secolo, i Crivelli di Marcallo.
Un atto di vendita del 14/06/1511 da G. Francesco de Medici a Gabriele Crivelli di beni siti in Marcallo dimostra quanto le proprietà immobiliari fossero legate a pregnanti accadimenti naturali infatti, alla morte del Crivelli, gli stessi beni furono venduti dalla vedova Margherita da Garbagnate a Bernadino Fossano il 6 febbraio 1529.
Il 16 novembre 1576, in occasione della sua visita a Marcallo, San Carlo Borromeo andò dalla cugina Laura Trivulzio, moglie di Antonio Maria Crivelli, passò poi dalla canonica ed andò a confortare gli ammalati di peste: ne morirono 85; menziona, inoltre, altre località del comprensorio da lui visitate: Cascina Crivelli, Cascina delle Croci, Cascina Menedrago e Cascina Cittadina.
Gli Arconati rimasero a Marcallo fino ai primi decenni Seicento, quando caddero in disgrazia,per aver appoggiato i francesi (battaglia Tornavento), si divisero in due rami: uno ottenne la Contea di Lomazzo e l'altro il Marchesato di Busto Garolfo.
Nel 1631 muore il parroco Bonomi di peste, per esorcizzare futuri luttuosi eventi nascono le cappellanie del Santo Rosario e di San Michele Arcangelo per opera dei Crivelli. (Archivio Parrocchiale di Marcallo). Il governo spagnolo cercò di assicurare nuove entrate al deficitario bilancio statale, specie nel decennio 1640 -1650, con la vendita dei feudi che ancora dipendevano dal regio demanio.
Il 15 dicembre 1651 Marcallo divenne indipendente avendo pagato 1.890 lire milanesi alla Real Camera per emanciparsi dal vassallaggio.
Luis de Benavides Carrillo, generale spagnolo, nell'aprile 1645 ordinò di approntare le “case herme” destinate alla cavalleria e la scelta cadde, tra le altre, su due località particolari: (Marcallo presso ndr) Magenta e (Postino presso ndr) Dovera, quest'ultima sulla SP 415. Entrambi questi luoghi furono già accomunati in passato, per motivi sia strategici che logistici, sotto il dominio degli Hohenstaufen.
I signori del tempo a Marcallo, probabilmente i Crivelli, approntarono il necessario, concessero agli spagnoli in affitto: caseggiati, stalle, locali ad uso abitativo, fureria e persino quelli “ove altre volte si faceva l'hosteria”, il tutto capace di ospitare 14 cavalli e altrettanti cavalieri con relative vettovaglie. -Tratto da: Le case herme del Ducato (1645-1655) Alessandro Buono-
Nel 1652 Filippo IV, Re di Spagna è il nuovo duca di Milano mentre gli Arconati nello stesso anno comprarono dai Maggi, rimasti senza eredi, il feudo di Magnago ma ritenuti usurpatori furono spogliati dei beni, incamerati dalla Real Camera e rivenduti ai Della Croce, già signori locali. I Della Croce avevano proprietà in Marcallo, si ha notizia dall'archivio parrocchiale di una cascina detta “delle Croci” e di Bartolomeo Croce parroco dal 1632 al 1654; questa famiglia era originaria ed aveva vaste proprietà fin dal ‘400 a Magnago, cittadina che diede origine anche alla nobile famiglia Magnaghi e alla famiglia Milani che si succederanno nelle vicende di questo territorio.
Parte dei fondi rimasti a Marcallo ed appartenuti ai Visconti, alla morte del marchese Galeazzo Maria avvenuta nel 1685, andarono in lascito all'Ospedale Maggiore di Milano; i restanti passarono ai Castelbarco come anticipato dallo stesso marchese nel documento rogato da G. M. Pionnio (14) riguardante le “Scritture di pertinenza della famiglia Castelbarco relativa a Marcallo”.
Gian Domenico Gatti, curato di Marcallo dal 1676 al 1699, destinatario di una missiva che titola: Joanni Dominico Gatto Mediolanensi Presbytero in Oppido Marcallo, Plebis Curiae pictae vulgo Corbetta ciò derime ogni dubbio su quale fosse, ancora nel '600 la tipologia dell'abitato cioè oppido.
Un ruolo rilevante a Magenta sembra avessero, nel '700, i Crivelli di Marcallo che a Boffalora possedevano 1176 pertiche di terreno contro le 1911 dei Vitali ed i 2053 della Certosa di Pavia. Il 21 aprile 1709 il chierico Pietro Francesco Pozzi è eletto titolare della “Cappellania del Santo Rosario”, eletta nella chiesa parrocchiale e di patronato della comunità. Nel 1716 il cardinale Benedetto Erba Odescalchi eresse in parrocchia la “Scuola del SS Sacramento”.
Damiano Balsamo, in quel di Monza, ebbe due figli: Giuseppe e Rosa Balsamo; quest'ultima sposò Giulio Cesare Crivelli 1660-1734?, figlio di Ambrogio della linea dei Crivelli di Marcallo che fu vicario di provvisione dal 1709 al 1734. La coppia, non avendo avuto figli, nominò erede il nipote Giustiniano Balsamo, figlio di Giuseppe e di Rosa d'Esmandia, con l'obbligo di assumere il cognome Crivelli.
I Padri certosini rimasero in Marcallo fino al 1783 quando l'ordine monastico fu soppresso da Giuseppe II d’Asburgo-Lorena che incamerò i loro beni per essere venduti.
Nel 1756 il paese rinunciò alla sua libertà, a causa di ingenti debiti contratti negli anni precedenti, che comportavano per i coloni ingenti oneri per gli alloggiamenti delle truppe spagnole nonché per la riedificazione della cadente chiesa parrocchiale, nonostante le numerose sovvenzioni del nobile Ludovico Vitale e dei suoi fratelli. Marcallo diventò feudo di Ludovico Vitali, la stessa famiglia amministrava finanze pubbliche e private dei governanti e nel contempo forniva allo stato di crediti, armi, foraggi, cavalli e uniformi. Antonio Vitali fece edificare accanto alla cascina colonica settecentesca in località "Acquanegra", presso il Ticino a Boffalora, una chiesetta per sopperire alle esigenze religiose degli abitanti locali e con atto notarile del 4 marzo 1816 la aprì alla pubblica devozione affidandone l'amministrazione all'allora parroco del luogo don Faustino della Volta. Ai primi decenni del '900 la proprietà passò ai Magnaghi di Marcallo, altri latifondisti. Il 7 marzo 1820 con un bando d'asta tenutosi nella casa nobile di campagna di proprietà dell'illustrissimo don Antonio Milani, posta in Marcallo nell'attuale via Milani al civico 30, si vogliono vendere all'asta n. 80 piante di cima mista site in Romentino nel bosco Carbone. Il 20 marzo 1821 si tenne a Marcallo, nella casa dei nobili signori eredi Vitali, un'asta per la vendita di legna del bosco “boscaccio buono“nella valle del Ticino, territorio di Boffalora.
Il 4 giugno 1859, seconda guerra d'indipendenza, anche Marcallo fu coinvolta nei sanguinosi scontri della battaglia di Magenta che si svolsero in buona parte tra vigne e cascinali locali: la brigata Gault, della divisione Espinasse, è assalita violentemente a Marcallo dalle due brigate austriache di Baltin e Reznitzeck.
Don Filippo Sessa curato del luogo, convertì la casa parrocchiale in ospedale: nel cortile c'erano, qua e là numerosi soldati Ungaresi, Tedeschi, Francesi, Zuavi, Italiani, morti e feriti, anche la chiesa n'era ingombra. In mezzo a questa moltitudine d'individui sofferenti, si vedeva il buon parroco prestare a tutti quei moribondi, parlando ugualmente il Francese come il Tedesco, gli ultimi soccorsi della religione e curare i feriti.
Il generale Gault su ordine di Espinasse, predispose a Marcallo un battaglione di fanti d’ordinanza per difendere I feriti raccolti in quella terra e a custodire I prigionieri. (Carlo Mariani – La guerra di indipendenza in Italia- Tomo 3  Roux e Favale Torino 1882)
I prigionieri tedeschi vi sostarono per ben tre giornate e per un lungo periodo nelle successive settimane si raccolsero armi in grande quantità, sparse nei campi. Le salme pietosamente raccolte furono deposte dietro il cimitero in apposito tumulo, ora monumentale, segno alle preci dei passanti.
La vittoria, in questa guerra, dell'esercito franco-piemontese su quello austriaco portò all'annessione di Milano e di gran parte della Lombardia al Regno di Sardegna che divenne, due anni dopo, Regno d'Italia. Durante questa battaglia i medici di battaglione Toselli Giacomo e Gavioli Giuseppe soccorsero, in Marcallo, 310 feriti francesi in un sol giorno; dai molti scritti risulta che il 9º battaglione Bersaglieri, giunto a Marcallo, vi abbia trovato truppe francesi parecchio scosse che dopo essere state rincorate e all'apparire dei bersaglieri poterono essere ricondotte verso Magenta.
Tra i dipinti che immortalano la battaglia di Magenta, uno in particolare di Jules Rigo (1810- 1892) raffigura il Combattimento a Marcallo: francesi e austriaci combattono corpo a corpo ed occupano la parte anteriore della composizione. A sinistra, la lotta ancora più ostinata e sanguinosa si concentra intorno a una bandiera austriaca che uno Zuavo ha appena strappato ai suoi difensori. Più in là vediamo emergere da un bosco, che delimita l'orizzonte, nuove truppe che porteranno il successo delle nostre..
Dal 1786 sino all'unità d'Italia Marcallo faceva parte della circoscrizione della provincia di Pavia.

### Simboli
Stemma
Gonfalone
Lo stemma comunale e il gonfalone di Marcallo con Casone sono stati concessi con D.P.R. del 28 gennaio 1977. Lo stemma è descrittivo della realtà storica ed economica nel paese: nella parte superiore, il crivello è un chiaro rimando alla famiglia dei Crivelli che fu feudataria di queste terre e qui tenne molti possedimenti storici. La fascia ondata sulla troncatura tenta, invece, a descrivere il territorio evidenziando la presenza d'acqua per l'irrigazione dei campi, come pure la presenza delle viti sottostanti che alludono alla coltivazione principale dell'area durante il periodo medievale e sino a tutto l'Ottocento, quando queste vennero sostituite dalle granaglie. In un codice bergamasco appare uno stemma dei Vitali che mostra una pianta di vite con rigogliosi grappoli d'uva. Lo storico A. Merati scrive a proposito dell'interpretazione araldica: se si vuole creare uno stemma parlante, si è commesso un grosso errore perché il senso del nome Vitalis viene inteso come “dare la vita”, mentre la vite al massimo — a parte l'assonanza — dà solo del vino. Lo Stemmario Trivulziano riporta due stemmi dei Magnaghi: bande blu orizzontali ed un giglio; le bande blu apposte sul gonfalone, con l'avvento del canale Villoresi, furono stilizzate, ondeggiate e riunite a significare il corso d'acqua locale.

## Monumenti e luoghi d'interesse

### Architetture religiose

#### Chiesa parrocchiale dei Santi Nazario e Celso

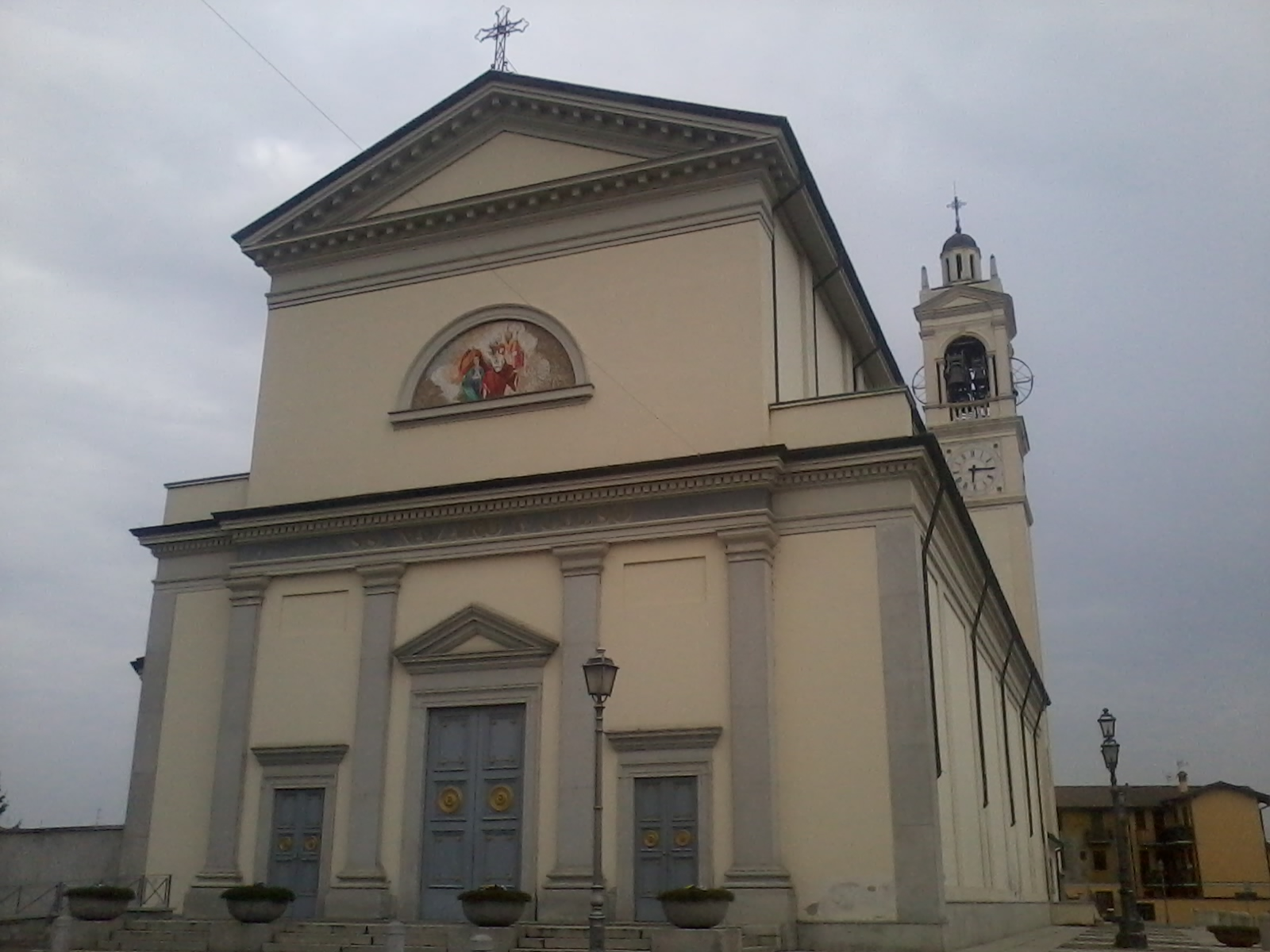
La facciata della chiesa dei Santi Nazario e Celso

La chiesa dei SS. Nazzaro e Celso fa parte dell'arcidiocesi di Milano e rientra nel decanato di Magenta.
SIRBeC scheda ARL - MI100-04202

#### Chiesa di San Marco

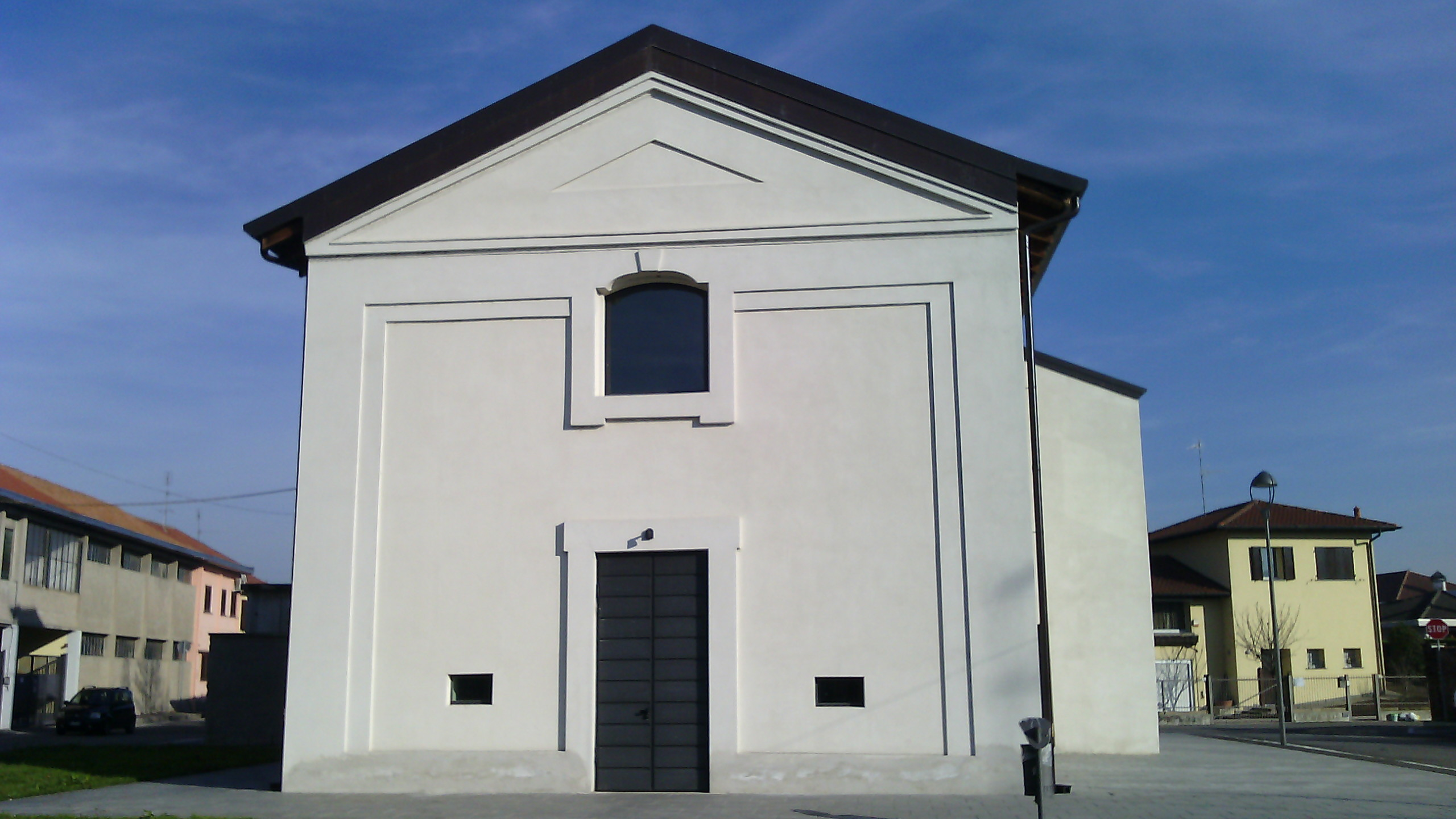
La chiesa di San Marco a Marcallo con Casone

Risalente al XIII secolo, già citata da Goffredo da Bussero come dedicata a San Gregorio, rappresenta ad oggi il più antico edificio religioso, sopravvissuto integro, del paese.
L'oratorio campestre, nella planimetria del Catasto Teresiano, appare isolato fuori dall'abitato storico tanto che servì a più riprese come lazzaretto e come ospedale, anche militare; posta lungo l'odierna strada Sp. 31 che conduce a Magenta, ha la particolarità di essere stata centro civico e religioso di grande importanza, come ricordano antichi scritti. Una stradella pedonale, ancora oggi parzialmente visibile, parallela alla “Novarentis” che passando da Robarello di Santo Stefano, luogo di ritrovamenti archeologici, collegava l'oratorio con la chiesetta-ospedale della Roveda di Vittuone, aperta nel 1270 e dedicata a S.Maria della Misericordia.
Dal censimento voluto da papa Giovanni XXII nel '300, per rimpinguare le casse del papato, risulta che l'oratorio di S. Gregorio fu inserito nella lista di quelli a cui revocare i benefici ecclesiastici per poterne incamerare i proventi. L'elenco conferma che la “rectori ruralis s. Gregorii prope Marcalum, Mediolanen. di, eccl;” fosse legata con una serie di benefici e prebende alle chiese di “ss. Protasii et Gervasii de Seviso” e di a “S. M. de Arona”.
Un altro beneficio, quello di Angelo figlio di Petri De Camperlis che “conf. Perp Beneficium in eccl. S. Gregori prope Mercallum, Mediolanem di, vac. per obitum apud S. A. Ambrosii de Lamairola.
Dante Alighieri, nella “DivinaCommedia” parla di questi avvenimenti che condanna e con loro il papa, citandolo ma senza nominarlo, nell'invettiva di Par., XVIII, 130-136 del Paradiso: “Ma tu che sol per cancellare scrivi”.
Fu questo un luogo di grande devozione popolare tant'è che l'arcivescovo Gaspare Visconti nel 1586 ci ricordava con uno scritto: "ad esso convergono in processione, nel giorno di San Gregorio e San Marco Evangelista, il clero ed il popolo di Magenta, Boffalora, Mesero, Arconate, Inveruno, Borsano e Dairago secondo un'antica consuetudine".
Nel 1798 un editto della Repubblica Cisalpina soppresse la Confraternita del SS. Sacramento (voluta da S. Carlo Borromeo) a cui seguì il sequestro di tutti i beni, compreso l'oratorio di San Marco, sede di tale istituzione. Con il XIX secolo la struttura venne recuperata al culto per poi essere chiusa, pur rimanendo proprietà della parrocchia.
La chiesa, venduta poi a privati, è stata recuperata dal comune di Marcallo con Casone ed attualmente, dopo un intervento di restauro conservativo, è utilizzata come sala polifunzionale.
SIRBeC scheda ARL - MI100-04201

#### Chiesa di San Michele (Barco)
La chiesa del XII secolo, sita sul territorio di Casone nella località Barco, è dedicata a San Michele che compare nell'affresco centrale, a fianco di una Madonna col Bambino che porge un grappolo d'uva (simbologia dei Vitali); in primo piano ed inginocchiato appare San Carlo, aggiunto successivamente.
Al centro della chiesetta è sepolto monsignor Paolo Castiglioni, vicario generale dell'arcidiocesi di Milano, nato a Barco il 12 marzo 1861, sull'epigrafe in marmo di Candoglia vi è riportata la seguente scritta: "A Dio ottimo e massimo Paolo Castiglioni, vescovo titolare di Famagosta ed ausiliare di Milano con la sua cultura con la sua religiosità e il suo operato alle quali al maggior grado fu dedito fino alla vecchiaia portò grande onore alle sue funzioni. Chiamato da Dio il 19 marzo 1943 all'età di 69 anni" (traduzione dal latino). Il prelato è raffigurato anche in un dipinto apposto ad una delle pareti.
SIRBeC scheda ARL - MI100-04176

#### Chiesa parrocchiale dei Santi Carlo e Giuseppe (Casone)

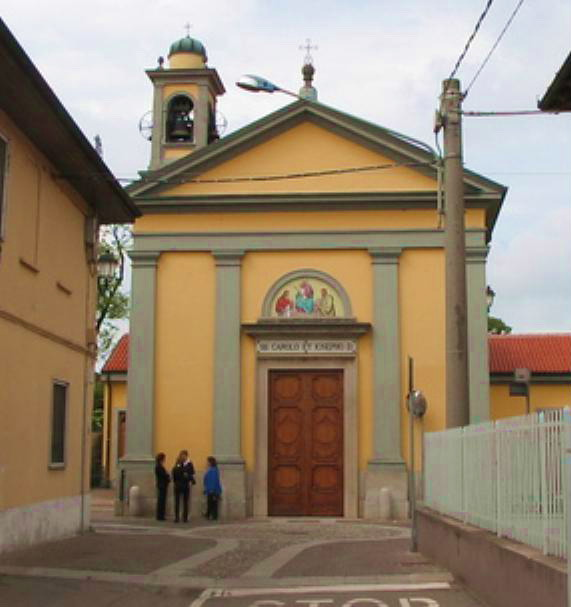
Chiesa Parrocchiale dei Santi Carlo e Giuseppe

La chiesa parrocchiale di Casone è dedicata ai santi Carlo e Giuseppe, un documento ed un disegno del 1667 ne certifica l'anno di costruzione, al suo interno spiccano due quadri: uno raffigurante i santi Pietro e Paolo (copia del pittore Guido Reni); l'altro una Vergine col Bambino (che costituisce la pala dell'altare, attribuita al Guercino). La chiesa sorgeva sulle proprietà della contessa Ceriani Maineri che la donò al parroco don Carlo Fossati il quale la fece restaurare ed arredare con l'aiuto di maestranze volontarie del luogo. Lo stesso vale per il terreno su cui si costruì la casa parrocchiale, l'oratorio e un grande salone con palco, su cui si davano rappresentazioni teatrali.
SIRBeC scheda ARL - MI100-04179

#### Chiesa dell'Immacolata Concezione
Chiesa privata, risale alla fine del Seicento dedicata alla Vergine Maria, sita sul territorio di Casone in Via San Carlo (spesso citata come la chiesetta di San Carlo), è tenuta in attività dalla famiglia Maltagliati. Al suo interno vi è un dipinto raffigurante la Vergine Maria e San Carlo Borromeo.
Per i Casonesi è meglio nota, nella parlata locale, come la Gisiöra la "Chiesetta".
SIRBeC scheda ARL - MI100-04180

### Architetture civili

#### Villa Ghiotti
Villa Ghiotti, già Balsamo-Crivelli, è qui che il Marchese Michele intrattenne corrispondenza con l'Accademia dei Georgofili: sperimentò e scrisse i suoi manuali sull'apicoltura e sulla bachicoltura. La villa fu costruita verso la fine del XVIII secolo a poche centinaia di metri dalla piazza di Marcallo, in via Vitali: è la classica villa residenziale collegata ad attività agricole rielaborata dalla famiglia Ghiotti che fu proprietaria di vasti appezzamenti terrieri in paese.
L'immobile, nella sua parte centrale, è sovrastato da una slanciata torretta belvedere dal gusto vagamente classico;
il portone d'ingresso immette in un androne a cui segue un cortiletto. Dall'androne diparte lo scalone con volte e pareti affrescate da tralci d'uva intrecciati (simbologia Balsamo-Crivelli) che conduce ai piani superiori da cui, nel tardo Ottocento, è stato aggiunto un loggiato con balaustre e colonnine di ghisa.
Attualmente la villa è di proprietà del comune, che l'ha rilevata negli anni ottanta del Novecento, destinandola a sede di varie associazioni.
Nel 2001, dopo accurati restauri, è divenuta sede del municipio cittadino.
Nel 2003 è stato recuperato, e sistemato al pian terreno, un pregevole bassorilievo raffigurante Sant'Alessandro che un tempo si trovava all'ingresso della Curta Granda (via Manzoni). Questa corte, che è arrivata ad ospitare 50 famiglie, è stata rasa al suolo per far posto a dei palazzi.
Sul manufatto è presente la frase: "1870 Ghiotti pose", che ne testimonia la donazione agli abitanti della corte da parte dei latifondisti Ghiotti.
Sempre al piano terreno ha trovato sede la biblioteca comunale, mentre nei sotterranei è oggi conservato l'archivio comunale.
Nel 2007 sono iniziati i lavori di recupero delle originarie stalle del complesso che erano state utilizzate come deposito. Ora questi locali ospitano gli uffici dei Servizi sociali.
Di fronte alla villa, il grande parco accoglie oggi la tensostruttura e la Sala Cattaneo, ma era un tempo parte dei latifondi della famiglia.
SIRBeC scheda ARL - MI100-04186
Cortile Santa Giustina
Originariamente beneficio Crivelli per la cappella di San  Miochele; posto in via Vitali al civico, 29 la struttura originale composta da un l'edificio con pianta ad L che si innalzava su due piani con il lato corto porticato e quello lugo con vari localiad uso  abitativo. Archi e colonne, al piano superiore, definiscono il loggiato con le volte degli archi dipinti a quadrotti amaranto e grigi, tipici delle proprietà dei Crivelli. Sul fronte opposto una serra  con unico spiovente e copertura in coppo, sostenuta da archetti a sesto acuto poggiante su colonne metalliche. Dopo essere stato abitazione delle maestranze dediti a lavori nei campi per conto della famiglia Ghiotti, fu frazionato e venduto ai privati. Tutto lo stabile è stato rilevato dal Comune di Marcallo negli anni '80 del secolo scorso per ristrutturarlo e farne 26 alloggi di edilizia residenziale pubblica.
Palazzo Magnaghi
Il palazzo posto in via Vitali al civico 33 fu la residenza privata dei dei conti Vitali (oggi Sessa Vitali) ed è una massiccia costruzione settecentesca giunta infine alla famiglia locale dei Magnaghi.  I corpi di fabbrica che lo costituiscono assumono una pianta ad U irregolare: due dei lati dell'edificio si innalzano su tre piani definendo un impianto a L mentre il terzo lato, posto su un unico piano ed appoggiato alla recinzione di confine, incorpora una serie di locali rustici e di servizio. Al piano terra trovano posto le cucine padronali, il salone e lo studio, al piano superiore vierano le camere private dei proprietari e degli ospiti affrescate con immagini allegoriche e propiziatorie ancora visibili fino agli anni 60 del secolo scorso. Semlice il portale d'ingresso che dall'androne in via Vitali introduce nel grande cortile diviso in due parti da un muro tramezzo che separa la parte nobile abitativa dalle pertinenze.
Tratto da: Cent'anni e più... una storia che continua Marcallo con Casone / Pro Loco - 2004
SIRBeC scheda ARL - MI100-04189
Villa Suarez Silva
La villa Suarez Silva ha un bel portale d'accesso in Via Milani 72, sobrio ma signorile, che immette nel cortile della costruzione di due piani con il corpo di residenza padronale  aperto al piano terra in portico architravato con i locali sostenuti da sei colonne doriche. I locali abitativi avevano l'ingresso principale sul lalo opposto, in Via Volta 69/73, dove un tempo sorgevano i giardini e l'accesso carrabile per le carrozze. Ai lati del portico si aprono delle finestre che disegnano un piacevole quadro architettonico arricchito dalle geometrie tra luci e linee.
Archivio dello spazio, ADS_5263_ST_CQ 

#### Ville Maggioni
Questa villa rappresenta sicuramente il complesso più interessante dal punto di vista urbanistico ed è costituita da due corpi: il primo, edificato su impianto seicentesco con uno schema ad "U" la cui parte nobile si affaccia sulla piazza principale di Marcallo, piazza Italia, il secondo corpo, con accesso da Via Milani, è stato costituito nel XVIII secolo ed era unito con una costruzione più bassa a parte dell'edificio preesistente.
L'intera struttura era stata edificata dalla famiglia Maggioni, ma venne in seguito variata nelle sue forme.
L'edificio nobile passò alla famiglia Bonacina, mentre la parte posteriore passò alla famiglia Milani e poi ai Quintini, i quali cedettero la loro parte della villa alla famiglia Cattaneo, attuale proprietaria, imparentata con la prima famiglia.
La parte seicentesca è stata profondamente variata nelle sue forme mentre quella settecentesca conserva il proprio aspetto originario ma sono andate perdute nel tempo le decorazioni presenti nell'edificio, si è però salvata la monumentale scala a chiocciola lignea.
Ville Maggioni  SIRBeC scheda ARL - MI100-04188
Palazzo Balsamo Crivelli
Già residenza dei Crivelli, è una costruzione tardo secentesca che si innalza per tre piani, più volte rimaneggiata è posta all'angolo sud-ovest di Piazza Italia civico 24 e26, all'inizio di via Manzoni  lungo la “Strata Novariensis (sp 224) che conduce al Ticino. L'austera struttura della facciata, rigidamente geometrica a cubo esemplifica il passaggio dai modi costruttivi militari a quelli residenziali ed ha, nel suo parco, una piccola torretta. 
Case Annoni
Le case Annoni sorgono in piazza Italia sul prolungamento del palazzo Balsamo Crivelli verso est, centro piazza. Inizialmente era parte di un unico complesso dal civico 15 al 24 poi suddiviso in varie proprietà. Il primo edificato, appoggiato al palazzo Crivelli, si innalza su tre piani ai numeri civici 24, 22 e 20; su due piani dal n° 18 e al 15 dove tutt'ora resistono le vecchie “tracce di pitture sulle facciata”. Il civico 24 fu proprietà di Antonio Annoni (1856-1929), statistico, scrittore e divulgatore scientifico. Sul lato opposto della costruzione verso l'odierna Via Battisti, sorgevano vasti giardini padronali con gli ingressi principali. 

#### Villa Beretta, Magnaghi

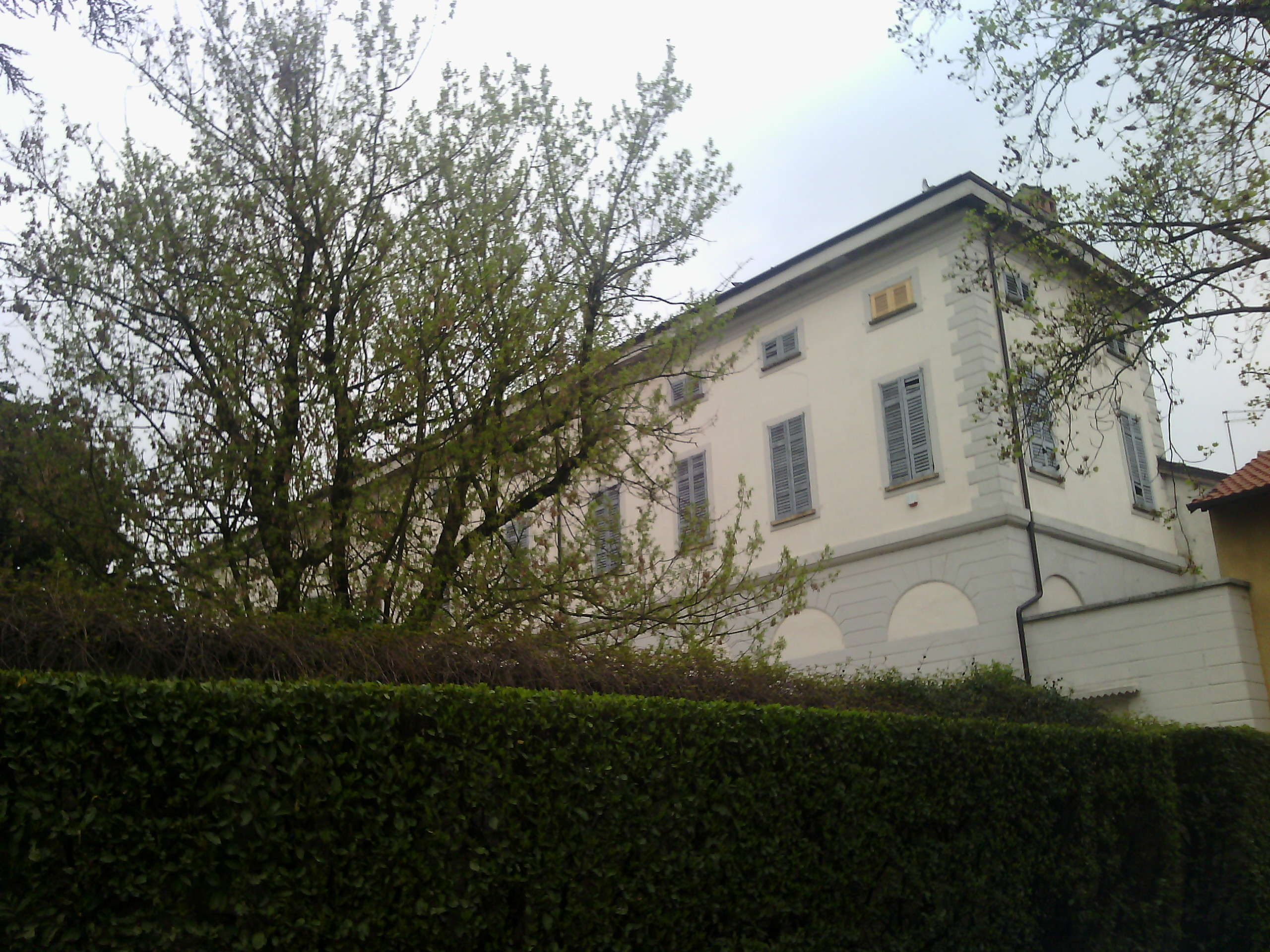
Il corpo centrale di Villa Magnaghi

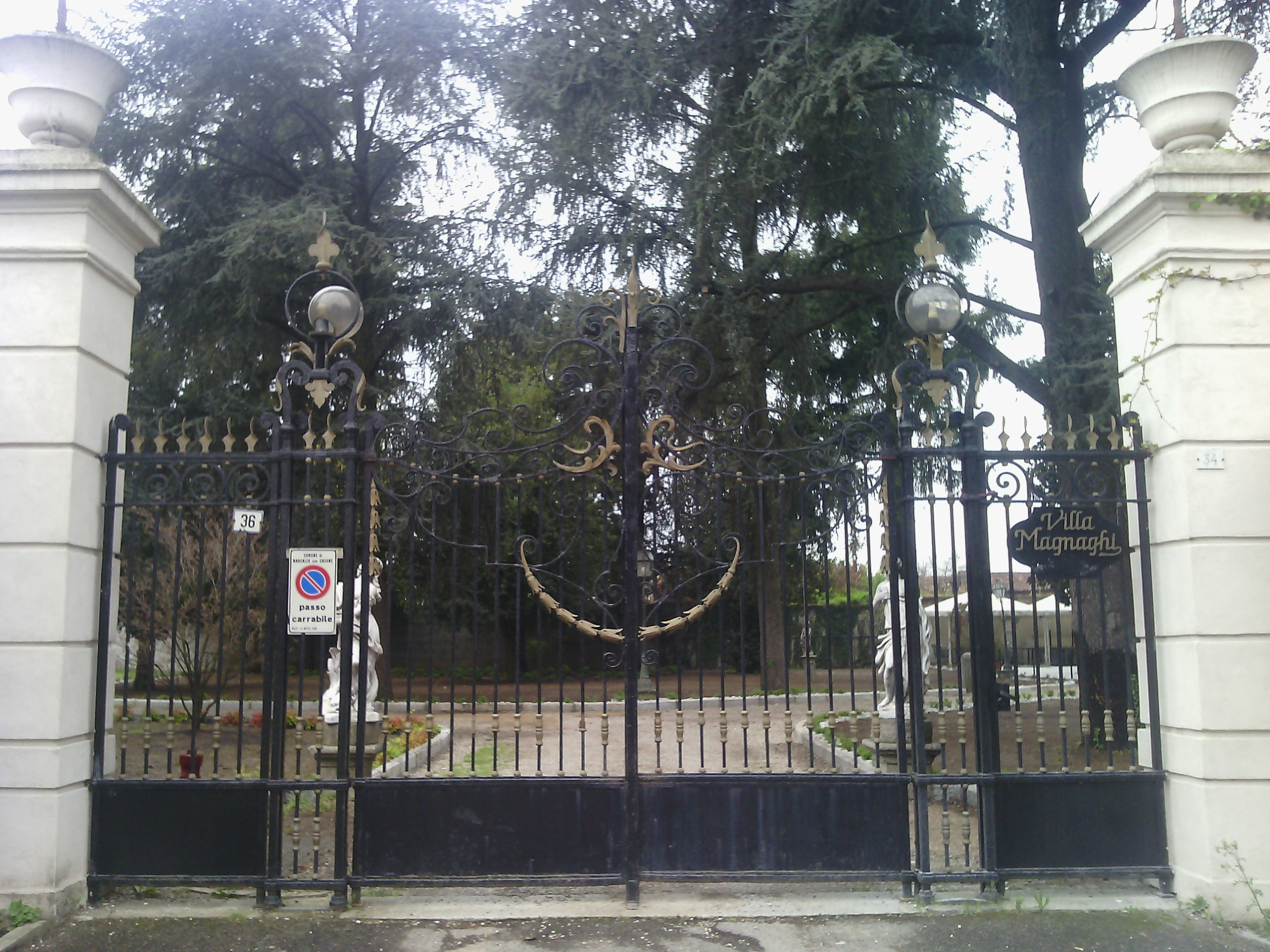
L'elegante cancello della villa

Villa Beretta Magnaghi è una dimora settecentesca riadattata in stile neoclassico nel primo Ottocento, immersa in un giardino all'inglese con un parco ben curato con la presenza di essenze rare e piante secolari.
L'edificio è solenne e si presenta ad oggi abbastanza ben conservato, anche se alcuni lavori di restauro hanno compromesso nel tempo parte della struttura interna; si conservano sufficientemente integri i saloni della prima dimora settecentesca con i soffitti a cassettoni e pregevoli decorazioni pittoriche nelle volte e sugli infissi delle sale.
La facciata della villa che dà su via Roma, dove insiste l'ingresso di rappresentanza per le carrozze, è stata arricchita da una gradevole loggia esterna, nella cui parte superiore si sviluppa un terrazzo belvedere racchiuso da una balaustra scolpita con originali motivi marmorei.
SIRBeC scheda ARL - MI100-04184
Palazzo Comunale Vecchio
Costruito dalla famiglia Ghiotti, (Quaderni del Ticino 2-3 p.88) ed oggi poliambulatorio medico, è un edificio monolitico che pur precedendo ricorda l'architettonico del ventennio, di cui ha subito l'adattamento. L'edificio sorge in Via Roma 19, si sviluppa su due piani ed è stato acquisito dalla comunità cittadina per farne sede comunale ed altre funzioni di tipo sociale. Almeno fino al 2002 al piano superiore avevamo sede gli uffici comunali: la segreteria, l'anagrafe, lo stato civile e l'urbanistica ed al piano terra i locali d'abitazione del messo counale e vari servizi  di “publica utilità”. In momenti diversi vi furono: aule scolastiche, ufficio postale, ufficio di collocamento al lavoro  e di polizia locale. Con la ristrutturazione degli anni 2000, è sorta al piano terra un poliambulatorio infermieristico per i medici di base, ed uno sportello per le donne e di counsoling per l’autismo. Ultimamente hanno trovato posto gli ambulatori di quattro medici di medicina generale convenzionati che permetterà di mantenere aperto gli ambulatori tutti i giorni con una segreteria per l'accoglienza.
SIRBeC scheda ARL - MI100-04190
Casa Mozzoni Marocco
La villa sorgeva in Via Roma .. sui possedimenti della famiglia Mozzoni-Marocco con dettagli architettonici che rievocavano lo stile liberty; fu demolita negli anni sessanta del secolo scorso dopo la morte della sorella Dina che, dal primo dopoguerra, la condivideva con gli altri fratelli Lualdi. In un cappannoncino all'interno del giardino Pietro  Lualdi trasferi la sua attività proveniente dal vicino cortile dell'Isola posto al n.31 sulla stessa via.
Palazzina Mazzetti
L'elegante e ben proporzionata palazzina si sviluppa su due piani: aperto al piano terra con balcone  al piano superiore ed è dell'ultimo quarto XIX secolo; posta in Via Roma 72 è stata sede con uffici di rappresentanza dell'azienda "Lualdi vini". Due corpi staccati, ai lati, formano un impianto ad ”U”: da una parte l'opificio produttivo con enormi botti per lo stoccaggio, la catena per l'imbottigliamento automatico dei vini e gli alloggi del custode mentre dall'altra gli spazi per la logistica. Oggi giorno, nei corpi staccati del complesso è posto lo schow room e punto vendita Grappa Store della Mazzetti D’Altavilla.
Villa Loaldi
Ora Mazzetti, la villa situata in Via Roma, 87 venne edificata nel primo quarto del XX secolo e si sviluppa su tre piani per un totale di 600 mq con 10 locali ed è immersa in un magnifico parco da 1500 mq con piante centenarie ed ombreggiato da maestosi cedri del Libano. La ristrutturazione degli anni '90, con pochi interventi architettonici mirati, ha restituito signorilità alla struttura, almeno esternmente.
SIRBeC scheda ARL - MI100-04187 

#### Villa duchi Valentini (Barco)
I Duchi Valentini erano dei ricchi proprietari terrieri, che possedevano la maggior parte dei fondi di Barco.
Essi eressero nel 1700 una villa che aveva lo scopo di essere una residenza estiva per la famiglia, posta al centro di un terreno agricolo, coltivato da fittavoli.
Il corpo centrale è a tre piani con un grande loggiato.
La pavimentazione dell'area porticata è costituita da ciottolato del fiume Ticino bianco e grigio a formare una decorazione a rombi.
All'interno è ancora presente la rubinetteria originale d'epoca e i solai realizzati in bambù e paglia.
Attualmente la villa è di proprietà privata ed è stato avviato (2010) un restauro.
SIRBeC scheda ARL - MI100-04174

#### Villa Jacini (Cascina Nuova a Casone)

Villa Jacini

La costruzione dell'articolato complesso che ha nel suo perimetro due torri a forma ottagonale ed alte mura difensive, fu opera della famiglia Crivelli; è composto dalla villa Visconti Maineri e dall'adiacente foresteria.
La villa è stata riadattata con la funzione di residenza estiva dei conti Jacini, portata in eredità da Teresa Prinetti moglie di Stefano, comprende un nucleo centrale residenziale con la cucina e i locali di rappresentanza, mentre le camere da letto e gli appartamenti privati sono situati al primo piano.
Molti dei soffitti sono affrescati e davanti alla villa si estende un parco alberato di notevoli dimensioni con piante centenarie.
Dopo essere stata per decenni residenza estiva del conte Stefano Jacini ( è qui che concepì e dettò le sue opere del risorgimento economico e agricolo italiano) la villa venne ceduta alla figlia Giulia Jacini in Maineri.
Attualmente è di proprietà privata ed è oggetto di ristrutturazione per realizzare nuovi appartamenti all'interno della villa ed in due nuovi corpi di fabbrica che saranno realizzati ove precedentemente erano presenti gli edifici rurali.
SIRBeC scheda ARL - MI100-04178
Cascina Cittadina
Conosciuta come Cascinello sorge nella zone sud est del  paese su un appezzamento di terreno di forma  triangolare, con  alte mura difensive che delimitano l'ampio cortile; sul lato di via Macchiavelli al n .. dove sorgono i locali abitativi collegati con i rustici e le stalle. Il complesso appartenne inizialmente alla Contessa Zoni, passò poi ai Medici Marchesi di Melegnano, casato di Margherita madre di San Carlo Borromeo, passò quindi ai Crivelli ed ai Litta Modignani. (QDT 2.3 p.84).
SIRBeC scheda ARL - MI100-04200
Cascina delle Croci
Oggi Malastalla di Mesero, già possedimento marcallese trecentesco dei Visconti che avevano varie proprietà nella zona nord-ovest confinanti con Mesero e donata da Luchino Visconti Novello nel 1388 alla Certosa di Garegnano . Il lotto comprendeva orti e case per pertiche 71 (CdG pag 245) collegati alle attività lavorative agricole di una grancia certosina; fu anche un lazzatetto nel '600 per il ricovero di appestati di Mesero e Marcallo. Il luogo fu restaurato nel 1929  per intercessione del cardinale Schuster (QDT 2-3 p. 84) per poi diventare sede di azienda agricola.
SIRBeC scheda ARL - MI100-04523
Cascina Menedrago
La cascina  ora non più esistente, sorgeva nel perimetro dell’attuale laghetto di Menedrago, un possedimento trecentesco della Certosa di Garegnano consistente in 32 corpi: una casa ad uso  osteria, l'opificio di abitazione dei fittabili, 4 corpi e 113 pertiche di terreno (CdG pag 246). Il complesso, donato da Luchino Visconti Novello nel 1388 fu gestita da conversi il cui lavoro includeva la coltivazione dei campi, la cura degli animali e la gestione delle risorse naturali. Con le ristrutturazioni del '500 la cascina divenne poderosa struttura convertita dagli spagnoli all'uso civile e militare; il borgo veniva considerato un comune rurale con sede comunale, retto da un console ed ebbe fino a 150 abitanti. 
Cascina Crivelli
Oggi denominata Legnana, è  posta nella parte sud est del paese e condivisa con Magenta; è posta  a poca distanza dalla cascina Cittadina o Cascinello con cui ebbe proprietari e storia comune. Un atto di vendita del 14/06/1511 vede G. Francesco de Medici di Melegnano cedere a Gabriele Crivelli questo bene in Marcallo ed alla morte del Crivelli lo stesso fu venduto, dalla vedova Margherita da Garbagnate, a Bernadino Fossano il 6 febbraio 1529.
SIRBeC scheda AFRLIMM - IMM-MI170-0005199 

#### Torre dellaSguriéta
Questa torre, situata a Marcallo via Manzoni angolo via Vitali, ha origini piuttosto antiche: rientra nelle architetture fortificate medievali disposte sulla direttrice Milano-Ticino. Questa zona dall'XI al XIV secolo fu sotto il controllo dei potenti Crivelli e tali manufatti erano preposti alla tutela della strada, all'esazione dei pedaggi e all'avvistamento dei nemici. Venne in seguito modificata ed ingentilita nella sua struttura; a partire dal XVIII secolo veniva usata dai proprietari di Villa Ghiotti per meglio controllare dall'alto i propri possedimenti che si estendevano in quest'area. Il nome dialettale sembra derivare dall'antica funzione della torre, utilizzata come punto di partenza per i piccioni viaggiatori.
SIRBeC scheda ARL - MI100-04183

## Società

### Evoluzione demografica
Secondo il censimento austriaco del 1751, gli abitanti di Marcallo erano 560 in totale, saliti a 820 nel 1771 ed a 720 nel 1805. Nel 1809, gli abitanti rilevati erano pari a 1904, dato notevolmente alzatosi dalla rilevazione di appena quattro anni prima per l'inclusione dei comuni di Mesero e Menedrago. Nel 1853, scorporato Mesero, Marcallo contò 1 076 abitanti totali.
Abitanti censiti

### Etnie e minoranze straniere
Al 1º gennaio 2019 risiedevano a Marcallo con Casone 364 cittadini stranieri, ovvero il 5.9% della popolazione totale. Le nazionalità più rappresentate erano:
1. Albania, 45
2. Romania, 44
3. Kosovo, 40
4. Pakistan, 30
5. Egitto, 28
6. Ucraina, 26

## Cultura

### Eventi
La fiera di San Marco di tipo artigianale e commerciale che si svolge ogni anno a Marcallo il 25 aprile, è stata riconosciuta come fiera regionale e fino a metà degli anni cinquanta del secolo scorso, la parte religiosa dei festeggiamenti, culminava col bacio della reliquia di S. Marco nella chiesetta.
All'interno del programma delle manifestazioni è stato inserito anche il festival celtico organizzato dall'associazione culturale Terra Insubre.
Questo grande evento di apertura
della stagione dei Festivals Celtici in Italia in occasione delle
celebrazioni di Beltane, la festa della primavera e della rinascita
della natura, per gli antichi Celti l'inizio della stagione estiva
pastorale, nonché della “metà luminosa” dell'anno. Sede
dell'evento è il Parco di Villa Ghiotti in cui si trovano
strutture sportive e per il gioco, e un'ampia area di ritrovo
dedicata a iniziative culturali e ricreativa.
L'evento rievocativo
principale è la ricostruzione di alcune fasi della battaglia del
fiume Ticino nel 218 a.C. nel corso della seconda guerra punica:
l'esercito cartaginese con gli alleati Celti sconfigge le legioni
romane di Publio Cornelio Scipione (padre del famoso Scipione
l'Africano).
Marcallo con la cappella dedicata ai santi Coniugi Martin, posta nella chiesa parrocchiale, rientra nel progetto "Santuari e Santi: itinerari tra devozione e cibi della tradizione".

## Economia
Il comune di Marcallo con Casone è stato un centro prevalentemente agricolo, ricco di vigneti. Con la realizzazione del canale Villoresi a fine ottocento, con i canali da questi derivati, si è sviluppata la coltura dei cereali, dei foraggi e l'allevamento del bestiame. L'agricoltura passa dalle grandi estensioni latifondiste a piccoli appezzamenti a conduzione familiare per arrivare alle attuali aziende agricole. La diffusione della gelsicoltura e della bachicoltura che, dalla metà del XVIII secolo ha avuto un'importanza economica fondamentale fino a metà del XX secolo, ha portato allo sviluppo delle filande e delle prime importanti manifatture tessili.
Uso dei suoli: rilevazioone di Czoernig al 1839 (superficie in pertiche).
Marcallo con Menedrago: Coltivato 12.964; Bosco 92,4; Incolto 10,28  Totale 13.066,36
Si deve appunto arrivare all'inizio del ‘900 per vedere i primi insediamenti industriali, dietro un'attività agricola ancora prevalente, inizialmente nel settore vitivinicolo, tessile, in quello del legno, dei laterizi e poi, in quello meccanico, chimico ed elettronico.
A Marcallo con Casone nel 2021 risultava occupato il 91.4% dei residenti in età lavorativa.

## Infrastrutture e trasporti

### Strade
L'abitato di Marcallo si trova all'incrocio tra due strade: l'antica Mediolanum Novaria e la preistorica strada mercatoria.
La prima, passando da Novara, Vercelli, Ivrea e Aosta, metteva in comunicazione Milano coi due valichi del Piccolo e Gran San Bernardo.
La seconda, "via dei mercanti" costeggia la riva sinistra del Ticino da Pavia a Golasecca e da qui alla Gallia.
Le moderne strade di comunicazione che collegano Marcallo con Casone ricalcano gli antichi percorsi e coprono la tratta Milano-Novara-Torino con l'autostrada A4 ed il treno ad alta velocità alla cui linea è collegata la pista ciclabile Rho (fiera) – Bernate Ticino. L'uscita Marcallo-Mesero dell'autostrada immette sulla ss 336 dir della Malpensa, che costeggiando il fiume Ticino e collegherà Somma Lombardo (VA) e Vigevano (PV) con i'aeroporto incrociando a Magenta la strada statale n. 11 e la linea ferroviaria di stato Milano-Novara
Il paese è posto a 4 km da Boffalora sopra Ticino e a circa 26 km dal capoluogo lombardo.
Dall'autostrada A4 - uscita - Marcallo-Mesero.
PISTA CICLABILE: Rho-Pero (fiera) a Marcallo - Bernate Ticino
Si tratta dell'opera di compensazione ambientale nata in seguito alla realizzazione del tronco della ferrovia ad alta velocità Milano -Torino. La pista ciclabile, completamente asfaltata, corre a fianco della linea ferroviaria ad AV ed è a doppia corsia, con ponti, sottopassi, staccionate di protezione, incroci e segnaletica ben evidente. Il percorso si sviluppa per 27,3 km con un minimo dislivello ed è considerata di facile percorrenza per tutti compreso bambini e pattinatori. Pedalando ad una velocità media di 15 km/h si percorre l'intero tragitto in un'ora e 45 min.
Partendo da Arluno (parcheggio utenti A4) in soli 50 min. si attraversa completamente il parco del Gelso e Marcallo da est a ovest incrociando tre svincoli con altrettante piste ciclabili e sottopasso autostradale:
- Via Menedrago in corrispondenza dell'omonima oasi-laghetto dove troviamo il nuovissimo Bike Village con circuito free-style e punto ristoro ed in direzione nord, il borgo di Barco.
- Via D. Chiesa, è un luogo di sosta e di meditazione con la Cappella della Madonna ed attiguo Parco giochi ed a nord l'abitato di Casone.
- Via Varese ovvero sp 31, ci si addentra neIl circuito dei "Santuari e Santi" con Mesero a nord del sottopasso autostradale col "Santuario della famiglia" di S. Beretta Molla mentre, entrando in centro a Marcallo, troviamo la cappella dei Santi coniugi Martin nella chiesa parrocchiale.

La ciclabile continua verso il Naviglio Grande e si scosta dall'AV al confine tra i comuni di Marcallo e Bernate -fine pista-. Si continua per Via del Lavoro, Via Mesero fino all'incrocio con la sp. 117 che ci introduce nell' "anello dei due ponti"; svoltando a dx. si giunge al ponte di Bernate mentre proseguendo diritto, a quello di Boffalora collegati tra loro dall'alzaia sul Naviglio.
Per accedere al Ticino bisogna seguire i sentieri del "Parco del Ticino".

## Amministrazione

### Estimati di Marcallo durante il Regno Lombardo Veneto
| nome                                                                     | carica   | dal  | al   | partito | anno e luogo di nascita | anno e luogo di morte | note |
| ------------------------------------------------------------------------ | -------- | ---- | ---- | ------- | ----------------------- | --------------------- | ---- |
| 1) Vitali nob. Gaetano 2) Milani Germano 3) N:N:                         | estimati | 1841 | 1851 |         |                         |                       |      |
| 1) Mozzoni nob. Emilio 2) Ghiotti Alessandro 3) Balsamo Crivelli Michele | estimati | 1852 | 1856 |         |                         |                       |      |
| 1) Mozzoni nob. Emilio 2) Ghiotti Alessandro 3) Balsamo Crivelli Michele | estimati | 1856 | 1858 |         |                         |                       |      |
| 1) Mozzoni nob. Emilio 2) Ghiotti Alessandro 3) N. N.                    | estimati | 1858 | 1859 |         |                         |                       |      |

### Sindaci durante il Regno d'Italia
| nome             | carica  | dal  | al   | partito | anno e luogo di nascita | anno e luogo di morte | note |
| ---------------- | ------- | ---- | ---- | ------- | ----------------------- | --------------------- | ---- |
| Milani Anselmo   | Sindaco | 1860 | 1866 |         |                         |                       |      |
| Morandi Giacinto | Sindaco | 1867 | 1867 |         |                         |                       |      |
| Fassi Antonio    | Sindaco | 1868 | 1869 |         |                         |                       |      |

### Sindaci di Marcallo con Casone durante il Regno d'Italia
| Sindaci nome         | carica                  | dal  | al   | partito | anno e luogo di nascita | anno e luogo di morte |  |
| -------------------- | ----------------------- | ---- | ---- | ------- | ----------------------- | --------------------- |  |
| Fassi Antonio        | Sindaco                 | 1870 | 1871 |         |                         |                       |  |
| Milani Ing Francesco | Sindaco                 | 1872 | 1873 |         |                         |                       |  |
| Schieppati Carlo     | Sindaco                 | 1874 | 1902 |         |                         |                       |  |
| Magnaghi Giacomo     | Sindaco                 | 1903 | 1912 |         |                         |                       |  |
| Bonacina Beniamino   | Sindaco                 | 1913 | 1920 |         |                         |                       |  |
| Magnaghi Giacomo     | Podestà                 | 1921 | 1939 | PNF     |                         |                       |  |
| Beretta Giuseppe     | Commissario prefettizio | 1940 | 1944 | PNF     |                         |                       |  |

### Sindaci durante la Repubblica Italiana
| nome                | carica  | dal                  | al                             | partito                                                  | anno e luogo di nascita | anno e luogo di morte | note |
| ------------------- | ------- | -------------------- | ------------------------------ | -------------------------------------------------------- | ----------------------- | --------------------- | ---- |
| Angelo Colombo      | sindaco | 1945                 | 1946                           | PSI                                                      |                         |                       |      |
| Emilio Gornati      | sindaco | 1946                 | 1951                           | Partito Socialcomunista                                  |                         |                       |      |
| Franco Loaldi       | sindaco | 1951                 | 1964                           | Democrazia Cristiana                                     |                         |                       |      |
| Giuseppe Loaldi     | sindaco | 1964                 | 1970                           | Democrazia Cristiana                                     |                         |                       |      |
| Teresio Salmoiraghi | sindaco | 1970                 | 1973                           | Democrazia Cristiana                                     |                         |                       |      |
| Reanato Maronati    | sindaco | 1973                 | 1985                           | Democrazia Cristiana                                     |                         |                       |      |
| Italo Viola         | sindaco | 1985                 | 1990                           | Democrazia Cristiana                                     |                         |                       |      |
| Eugenio Garegnani   | sindaco | 1990                 | 1999                           | Democrazia Cristiana e Lista Garegnani (successivamente) |                         |                       |      |
| Massimo Garavaglia  | sindaco | 1999; 2004           | 2004; 7 giugno 2009            | Lega Nord                                                | Cuggiono, 09-04-1968    |                       |      |
| Massimo Olivares    | sindaco | 2009; 25 maggio 2014 | 25 maggio 2014; 26 maggio 2019 | Lega Nord                                                | Magenta, 25-07-1964     |                       |      |
| Marina Roma         | sindaco | 26 maggio 2019       | 10 giugno 2024                 | Lega Nord                                                | Milano, 03-08-1968      |                       |      |
| Fausto Coatti       | sindaco | 9 giugno 2024        |                                | Lista civica                                             | Milano, 09-08-1961      |                       |      |

### Gemellaggi
- Bubry
- Macroom